# Argiope versicolor
Argiope versicolor là một loài nhện trong họ Araneidae.
Loài này thuộc chi Argiope. Argiope versicolor được Carl Ludwig Doleschall miêu tả năm 1859.